# Seishun buta yarō wa odekake Sister no yume o minai
Seishun buta yarō wa odekake Sister no yume o minai (jap. 青春ブタ野郎はおでかけシスターの夢を見ない) – japoński film animowany z 2023 roku na podstawie light novel Seishun buta yarō napisanej przez Hajime Kamoshidę i zilustrowanej przez Kējiego Mizoguchiego. Premiera w japońskich kinach odbyła się 23 czerwca 2023. W tym samym roku został wydany sequel zatytułowany Seishun buta yarō wa Ransel Girl no yume o minai.

## Fabuła
Po wydarzeniach związanych z Shoko Makinoharą, Sakuta świętuje ukończenie szkoły przez Mai, przygotowuje się do egzaminów wstępnych na uniwersytet i widzi, jak jego siostra Kaede wraca do szkoły. Podczas spotkania z doradcą szkolnym na temat tego, do którego liceum chce uczęszczać, Kaede ma wątpliwości, gdy wyraża chęć pójścia do szkoły Sakuty. Doradca zwraca uwagę na jej nieobecności i to, że liceum online mogłoby być lepsze.
Wciąż nie mając pewności co do szkoły online, Sakuta uczestniczy w zajęciach orientacyjnych i odkrywa, że może to być dobre miejsce dla Kaede po zapoznaniu się z referencjami innych uczniów, w tym idolki Uzuki Hirokawy. Sakuta ponownie pyta siostrę, do jakiej szkoły chciałaby chodzić, a ona potwierdza, że do Minegahary. Dzięki korepetycjom Mai, Nodoki i Sakuty, Kaede czuje się pewnie na egzaminach i składa podanie. Sakuta zauważa jednak jej siniaki po poprzedniej walce z syndromem dojrzewania i rozmawia z Kaede o zachowaniu tego w tajemnicy. Mówi jej, że zawsze może liczyć na jego pomoc, utwierdzając ją w przekonaniu, że może wrócić do prawdziwego świata.
W dniu egzaminów Sakuta zostaje wezwany do szkoły, ponieważ Kaede zachorowała podczas lunchu. W gabinecie pielęgniarskim Kaede mówi mu, że dzięki korepetycjom dobrze poradziła sobie z testami, ale natknęła się na byłego kolegę z klasy, co przywołało wspomnienia znęcania się nad nią, a jej siniaki powróciły. Karci Sakutę, pytając, czy wspierał ją, czy „drugą Kaede” i nie zrobił tego, co było najlepsze dla swojej siostry. Sakuta lamentuje, zabiera jej rzeczy z sali egzaminacyjnej i czyta dziennik, który wcześniej prowadziła „Kaede”. Kiedy wracają do domu, Sakuta pokazuje siostrze broszurę ze szkoły online i dzwoni do Nodoki z prośbą o przysługę.
Podczas spaceru Sakuta i Kaede natykają się na występ grupy idolek Sweet Bullet. Sakuta informuje siostrę, że wokalistka Uzuki również uczęszcza do szkoły online. Chociaż Uzuki pragnie być normalna jak większość dzieci, zajęcia online, pomimo bycia alternatywą, nie różnią się zbytnio, a ona sama również żyje pełnią życia. Po koncercie Sakuta, Kaede, Nodoka i Uzuki wybierają się na przejażdżkę, podczas której Kaede pyta o to, jak wygląda szkolne życie i czy ona również powinna zdecydować się na liceum online. Uzuki zwierza się, że jej własne doświadczenia były podobne, najpierw opuściła tradycyjną szkołę, co doprowadziło ją do decyzji o uczęszczaniu do szkoły online. Kiedy Kaede pyta, która opcja była lepsza, Uzuki odpowiada, że obie mają swoje zalety. Następnie Kaede postanawia zapisać się do szkoły online i pokazuje swojej przyjaciółce, jakie ma możliwości, co bardzo ją cieszy.

## Obsada
| Postać           | Seiyū           |
| ---------------- | --------------- |
| Sakuta Azusagawa | Kaito Ishikawa  |
| Mai Sakurajima   | Asami Seto      |
| Kaede Azusagawa  | Yurika Kubo     |
| Tomoe Koga       | Nao Tōyama      |
| Rio Futaba       | Atsumi Tanezaki |
| Nodoka Toyohama  | Maaya Uchida    |
| Uzuki Hirokawa   | Sora Amamiya    |

## Produkcja i wydanie
Projekt został ogłoszony podczas wydarzenia Aniplex Online Fest we wrześniu 2022. W grudniu potwierdzono, że zostanie wydany jako film kinowy, a za jego realizację będzie odpowiadać ten sam zespół produkcyjny, co za serial telewizyjny. Reżyserią ponownie zajął się Sōichi Masui, scenariusz napisał Masahiro Yokotani, a postacie zaprojektowała Satomi Tamura. Film jest kontynuacją Seishun buta yarō wa yumemiru shōjo no yume o minai i jest adaptacją ósmego tomu serii.
Około rok po zakończeniu produkcji serialu telewizyjnego i poprzedniego filmu, Masui został zapytany przez producenta anime o zainteresowanie nakręceniem sequela. Kiedy produkcja poprzedniego filmu właśnie się zakończyła, Masui wiedział, że istnieją ósmy i dziewiąty tom powieści i już wtedy chciał nakręcić kontynuację. Chociaż od razu wykazał swoje zainteresowanie, ponowne zebranie ekipy i rozpoczęcie prac zajęło dużo czasu, ponieważ zespół produkcyjny został wcześniej rozwiązany, a pracownicy mieli już zaplanowane inne prace. Masui od samego początku chciał, aby Yokotani i Tamura ponownie dołączyli do produkcji, więc Yokotani niezwłocznie przystąpił do pisania scenariusza.
Premiera filmu w japońskich kinach odbyła się 21 czerwca 2023.

## Odbiór
Film zadebiutował na czwartym miejscu (pierwszym wśród japońskich filmów) w japońskim box office, zarabiając około 175 milionów jenów w weekend otwarcia.